# Wat Benchamabophit
Wat Benchamabophit Dusitvanaram (taj. วัดเบญจมบพิตรดุสิตวนาราม) świątynia buddyjska (wat) w dzielnicy Dusit w Bangkoku (Tajlandia). Znana również jako marmurowa świątynia jest jedną z najpiękniejszych świątyń Bangkoku i ważną atrakcją turystyczną. Jest wybitnym przykładem ozdobnego stylu architektonicznego, charakteryzującym się wysokimi szczytami, wystającymi dachami oraz wyszukanymi zwieńczeniami.

## Budowa
Budowę świątyni rozpoczęto w 1899 z inicjatywy króla Chulalongkorn po wybudowaniu jego pałacu w pobliżu. Nazwa świątyni w dosłownym tłumaczeniu brzmi: Świątynia piątego Króla leżąca blisko Pałacu Dusit. Zaprojektował ją Książę Naris, brat przyrodni króla. Zbudowano ją z włoskiego marmuru. Budowla posiada filary z karraryjskiego marmuru, marmurowy dziedziniec oraz dwa wielkie singha (lwy) strzegące wejścia do głównego budynku świątyni. Wnętrza ozdobiono malowanymi i złoconymi belkami oraz malowidłami ściennymi, które przedstawiają ważne stupy z całego kraju. Krużganki wokół głównego budynku mieszczą 52 wizerunki Buddy.